# Wiener Wiesn-Fest

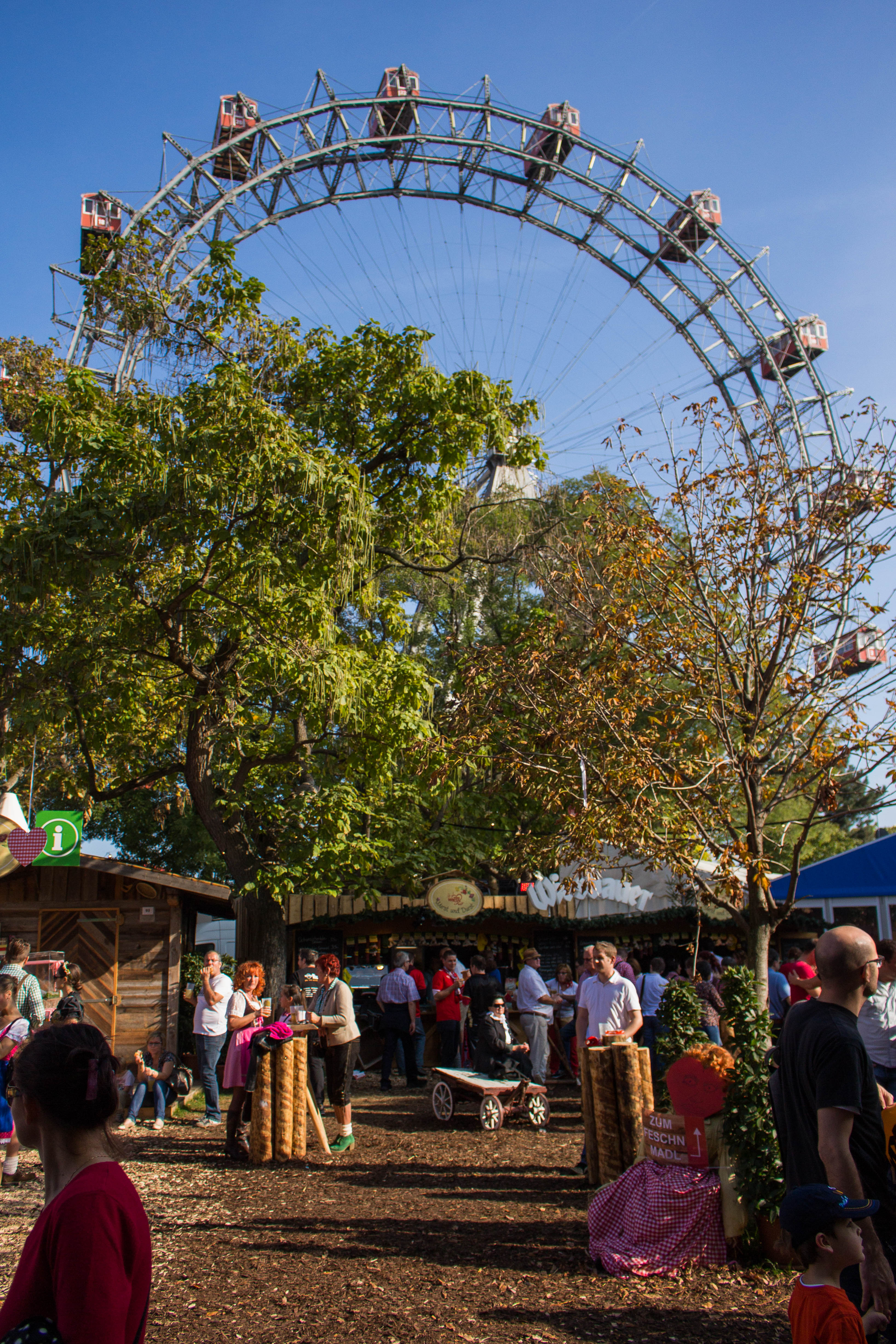
Wiener Wiesn-Fest (2014)

Das Wiener Wiesn-Fest ist ein volkstümliches Fest und wird seit 2011 jährlich auf der Kaiserwiese im Wiener Prater veranstaltet. An 18 Tagen von Ende September bis Mitte Oktober werden zahlreiche Events für die Besucher geboten. Unter den Gästen des Festes finden sich außerdem zahlreiche Prominente aus Wirtschaft, Politik, Kunst und Kultur. Im Mittelpunkt stehen österreichisches Brauchtum und Traditionen, die österreichische Küche und volkstümliche Musik. Veranstalterin des Festes ist die Wiesn Veranstaltungs- und Kultur GmbH. 
2020 wurde das Wiener Wiesn Fest aufgrund der COVID-19-Pandemie abgesagt. 2022 soll anstatt der Wiener Wiesn die Kaiserwiesn eines anderen Veranstalters stattfinden.

## Zelte und Festgelände
Den Gästen des Wiesn-Festes stehen insgesamt drei Festzelte und fünf Almen sowie das Wiesn-Fest Dorf zum Feiern und Flanieren zur Verfügung. Veranstaltungsort des Events ist seit dessen Einführung die Kaiserwiese im Wiener Prater am Fuße des Riesenrades. 

### Gösser-Zelt
Mit rund 80 Metern Länge und 35 Metern Breite ist das Gösser-Zelt das größte der Festzelte auf der Wiener-Wiesn und bietet Platz für rund 3.500 Gäste. Herzstück der Location ist ein Balkon im Inneren des Zeltes, der einen perfekten Blick auf die Bühne und das Geschehen bietet. Als Namensgeber fungiert die österreichische Biermarke Gösser. 

### Wiesbauer-Zelt
Im Wiesbauer-Zelt lauschen während der Wiesn-Zeit bis zu 1.700 Gäste den Bands aus der österreichischen volkstümlichen Musikszene. Neben der festlichen Dekoration bietet das Zelt, das den Namen des österreichischen Wurstherstellers Wiesbauer trägt, eine Sonnenterrasse und einen direkten Blick auf das Wiener Riesenrad.

### Wojnar’s Kaiser-Zelt
Das Wojnar’s Kaiser-Zelt, benannt nach dem österreichischen Delikatessenhersteller, beherbergt während der Wiener Wiesn-Fest-Zeit rund 1.400 Gäste. Besonderheit des Zeltes ist das transparente Dach mit Aussicht auf das Wiener Riesenrad. 

### Almen
Die fünf Almen der Wiener Wiesn verfügen über einen eigenen Schanigarten und können von den Besuchern von 11.30 bis 1 Uhr genützt werden. Neben einer gehobenen Gastronomie zeichnen sich die Almen durch zahlreiche Live Acts und Après-Ski Partystimmung aus. Gleich zu Beginn des Festgeländes findet sich die „Schladming Dachstein“-Alm der Genuss Specht Wirte, während vis-a-vis die "Lugeck Alm" vom Betreiber der Bettelalm am Lugeck, beheimatet ist. Speisen und Getränke werden in der Alm der alten Kaisermühle und der Kaktusalm- sowie Champagner-Alm serviert.

### Wiesn-Fest Dorf
Das ADEG Wiesn-Fest Dorf erstreckt sich vom Eingangsbogen am Gabor-Steiner-Weg vorbei an der Billa-Festbühne und endet beim Eingangsbogen bei der Prater-Hauptallee. Es dient als Flaniermeile für die Gäste, denen an unterschiedlichen Ständen eine Vielfalt österreichischer Handwerkskunst und regionale Delikatessen angeboten werden. Für die jüngsten Wiesn-Besucher und ihre Eltern stehen „Spiele-Standln“ und eine Kinder-Wiesn zur Verfügung. Kernstück des Wiesn-Fest Dorfes ist die große Festbühne, wo sich an den sogenannten Bundesländertagen alle neun österreichischen Bundesländer mit ihren Bräuchen und Traditionen vorstellen. So reicht das Programm von diversen Blasmusikkapellen bis hin zu Volkstanz-Vorführungen. 

## Programm und Höhepunkte
Das Wiener Wiesn-Fest ist vor allem für sein vielfältiges Musik-Programm mit Top-Acts aus der österreichischen und internationalen volkstümlichen Musikszene bekannt. Neben den täglichen Fixpunkten bietet das dreiwöchige Event auch zahlreiche Side-Events:

### Rosa Wiener Wiesn-Fest
Mit dem Rosa Wiener Wiesn-Fest erobert die österreichische Regenbogenszene seit 2013 das Wiener Wiesn-Fest. Zusätzlich zum jährlichen Party-Abend in Wojnar’s Kaiser-Zelt wird das Programm der Rosa Wiener Wiesn seit 2015 um den Rosa Wiener Wiesn Frühshoppen ergänzt. Präsentiert wird das Event in Kooperation mit CIDCOM Productions und der Kulturplattform kulturbanane. 

### Wiesn-Herz für die Gruft
Der erste Montag des Wiener Wiesn-Festes steht seit 2014 im Zeichen der Wohltätigkeit. Unter dem Motto „Ein Wiesn-Herz für die Gruft“ lädt das Wiener Wiesn-Fest bekannte Persönlichkeiten aus Wirtschaft, Politik, Kunst und Kultur zu einem Spenden-Abend zugunsten der Wiener Gruft. Die Patronanz für das Charity-Event liegt seit dessen Einführung beim ehemaligen österreichischen Flüchtlingskoordinator und langjährigen Gruft-Unterstützer Christian Konrad.

### Nacht der Landwirtschaft
Die Nacht der Landwirtschaft wird seit 2015 jährlich in Kooperation mit dem Österreichischen Agrarverlag und der Österreichischen Bauernzeitung veranstaltet. Mit rund 1.600 Gästen aus (Land-)Wirtschaft, Landtechnik und Landleben gehört sie zu einem der Fixpunkte der heimischen Agrarwirtschaft und stellt regionales Handwerk, landwirtschaftliche Erzeugnisse und ländliches Brauchtum in den Mittelpunkt. 

### Musik Award
Der Musik Award des Wiener Wiesn-Festes wird seit 2012 jährlich und seit 2016 in Kooperation mit dem österreichischen Diskonter Penny verliehen. Bis 2016 waren nur Beiträge der Kategorie „Blasmusik“ zum Award zugelassen, seit 2017 wird die Preisverleihung um die Kategorie „Schlagermusik“ erweitert. Die Bewerbungsfrist zum Award startet Anfang Mai und läuft bis Mitte Juni. Alle Videoeinreichungen, die bis zu diesem Zeitpunkt eingelangt sind nehmen – nach fachlicher Prüfung durch eine Expertenjury – am Online-Voting teil. Pro Kategorie ziehen anschließend jene beiden Beiträge, die von Mitte bis Ende August die beste Bewertung erhalten, ins Finale ein. Die Kür der Gewinner findet einen Tag vor der Eröffnung des Wiener Wiesn-Festes statt, wenn die Finalisten ihre Beiträge vor Live-Publikum zum Besten geben. Die Sieger werden per Applausstärke ermittelt und dürfen sich nicht nur über einen Auftritt beim nächsten Wiener Wiesn-Fest freuen, sondern sind im kommenden Jahr auch Fixstarter beim Festival „Woodstock der Blasmusik“.

### Wiener Wiesn-Fest Trachtenaward
Gemeinsam mit einer prominenten Jury ruft das Wiener Wiesn-Fest jedes Jahr zum Wiener Wiesn-Fest Trachtenaward auf. Ziel des Wettbewerbs ist es, die traditionelle Schneiderkunst ins Rampenlicht zu rücken und den innovativen Entwürfen junger Talente eine Bühne zu bieten. Seit 2017 wird der Award in zwei Kategorien – für „Jungunternehmerinnen und -unternehmer“ sowie „Nachwuchsdesignerinnen und -designer“ – vergeben. Gekürt werden die Gewinner bereits im Vorfeld des Wiener Wiesn-Festes Mitte September.
Während dem Sieger in der Kategorie „Nachwuchsdesign“ ein Praktikum, Sachpreise sowie ein Preisgeld als Starthilfe winken, erhält der Gewinner der Kategorie „Jungunternehmerin bzw. -unternehmer“ die Chance, sein Label beim Final-Event des Trachtenawards zu präsentieren.

### Trachtenclubbing
Das Wiener Wiesn-Fest Trachtenclubbing findet seit 2014 im Wiesbauer-Zelt statt. Neben dem Auftritt der Gewinner des Musik Awards erwartet die Gäste einen Sonntagabend lang ein interaktives Live-Entertainment mit Party- und Discohits. 

## Öffnungszeiten
Das Festgelände auf der Kaiserwiese zwischen Gabor-Steiner-Weg und Hauptallee öffnet täglich ab 11.30 Uhr seine Pforten. Das Festgelände und die Zelte schließen von Mittwoch bis Samstag um 24 Uhr, in den Almen ist die Sperrstunde mit 1 Uhr angesetzt. Ende der Wiesn Fest-Party für Festgelände, Zelte und Almen ist am Sonntag um 20 Uhr.